# ジョン・ストレイチー (地質学者)
ジョン・ストレイチー（John Strachey、1671年5月10日 - 1743年6月11日）は、イギリスの地質学者。
ストレイチーは、イングランドのチュー・マグナ（Chew Magna：現在は、サマセット州バース・アンド・ノース・イースト・サマセットの一部）に生まれた。3歳のときに、サットン・コート (Sutton Court) の屋敷を含むエステートを父から相続した。オックスフォード大学のトリニティ・カレッジ (Trinity College) に進み、1688年にロンドンのミドル・テンプル法曹院に入った。1719年には、王立協会フェローに選ばれた。
ストレイチーは、地層を成す岩石の形成に関する理論を導入したが、それは、彼が所有する土地があったビショップ・サットン (Bishop Sutton) やストーウェイ (Stowey) などチュー峡谷 (Chew Valley) 各地の地下や、近傍のサマセット炭田 (Somerset Coalfield) の石炭層などにある、絵のように美しい、多様な地質特性に学び、計測された地層の厚さや高度の計測値に基づきながら、採炭場と採炭場の間の未知の地域について地層の姿を推定するものであった。この研究の目的は、彼の所有地の一部に設定される石炭の採掘権の価値を高めることにあった。この業績は、後にウィリアム・スミスによって大きく発展することになった
ストレイチーは、地図の作製や、地質学への関心に加え、『An Alphabetical List of the Religious Houses in Somersetshire』（1731年）など、その他の主題についての業績も残した。
ストレイチーは、ロンドンのグリニッジで死去した。ストレイチーは生涯に2度結婚し、最初の妻エリザベス・エレットソン (Elizabeth Elletson) との間には18人の子どもが生まれ、2人目の妻クリスティナ・ステイヴリー (Christina Staveley) との間にも、さらにひとりの子どもが生まれた。
南極大陸にある、山頂が平坦な山ストレイチー・スタンプ (Strachey Stump) は、ストレイチーにちなんで命名されたものである。